# Jones Beach Island
Pour les articles homonymes, voir Jones Beach.
Ne doit pas être confondu avec Long Beach Island.
Jones Beach Island est une île de l'État de New York, située dans les comtés de Nassau et de Suffolk, au sud de Long Island. Elle est longue de 28,5 kilomètres pour environ 1 km de large, et est séparée d'une distance de huit kilomètres de Long Island par la Great South Bay. 
Son nom lui a été attribué en l'honneur du major Thomas Jones (en) (1665-1713), père du juge David Jones (1699-1775), lui-même père de l'historien et homme de loi Thomas Jones (en) (1731–1792).
L'île est cependant reliée à Long Island via la Robert Moses Causeway (en), chaussée construite sur un banc de terre au-dessus de l'eau à laquelle sont associés le Great South Bay Bridge (en) et le Fire Island Inlet Bridge (en).
Il est également possible d'y accéder via les nombreux ferries qui desservent la Great South Bay, ou grâce à des bateaux privés.